# Саломон Август Андре
Са́ломон А́вгуст Андре́ (швед. Salomon August Andrée; 18 жовтня 1854 — 1897) — шведський інженер, аеронавт, дослідник Арктики.

## Біографія
Андре народився 18 жовтня 1854 року в місті Гренна  в багатодітній родині аптекаря Клауса Георга Андре. У сімействі Андре було п'ять синів і дві дочки. Саломон закінчив Королівський технологічний інститут в Стокгольмі. Працював креслярем. У 1876 році Саломон Андре був охоронцем шведського павільйону на Всесвітній виставці у Філадельфії, що дозволяло йому уважно ознайомиться з її експонатами.
У 1892 році він отримав від Шведської академії наук субсидію (Андре підтримали відомі вчені країни — Н. А. Норденшельд, Г. Гільдебранд-Гільдебрандсон, Г. Ретціуа, О. Монтеліус) і в наступні два роки на власному повітряній кулі «Свеа» здійснив дев'ять перельотів над Швецією і Балтійським морем. В одному з них, незважаючи на штормову погоду, його куля піднялася на 4387 м, побивши рекорд висоти. Польоти дозволили прийти до висновку про необхідність управління кулею, для чого Андре придумав використовувати вітрила і гайдропи (guide-rope), винайдені раніше британським повітроплавцем Чарльзом Гріном. Гайдропи — гальмівні канати, їх вага тримає кулю на певній висоті, а тертя їх об землю, лід або воду пригальмовує політ. Завдяки маневрування гайдропів і вітрил, Андре вдалося домогтися керованості кулі в межах до 27 градусів в обидві сторони від напрямку вітру і автоматично утримувати його на висоті 150—200 метрів.
Нарешті, 13 лютого 1895 року Андре виступив з доповіддю про свій проект на засіданні Шведської королівської академії наук, а через день також і у Товаристві антропології і географії. Більшість вчених були налаштовані критично. І для організації експедиції було оголошено підписку. Повітряну експедицію до Північного полюса рекламували в газетах. У пошуку необхідної суми в 130 тисяч крон йому став допомагати колишній керівник Шпіцбергенской експедиції доктор Нілі Екхолм. І, нарешті, 10 травня 1895 року в Бюро патентів, де працював Андре, з'явився Альфред Нобель, який пожертвував 20 тисяч крон; через кілька днів, дізнавшись, що його приклад не похитнув співвітчизників, він збільшив суму до 65 тисяч. Потім від короля Швеції Оскара надійшло 30 тисяч крон. Незабаром стільки ж вніс барон Оскар Діксон.
До весни 1896 року повітряна куля була готова, але експедицію відклали на рік. В цей час відмовився від участі в експедиції Екхолм, який вважав, що повітряна куля не відповідає необхідним вимогам для польоту до полюса — його місце зайняв 25-річний інженер Кнут Френкель.
Полярна експедиція Андре відбулась влітку 1897 року: 11 липня Андре з двома супутниками (фізик і фотограф Нільс Стріндберг, двоюрідний брат Августа Стріндберга, і Кнут Френкель) вилетів з міста Шпіцберген на повітряній кулі «Орел» власної конструкції, наповненому воднем, маючи намір досягти Північного полюса.
14 липня 1897 року — лише через 3 дні після вильоту — мандрівники були змушені приземлитися на паковий лід, що приблизно в 300 км на північ від острову Квітоя. Пішки і на санях вони зуміли дістатися до острова 6 жовтня і влаштували табір на вільній від льоду ділянці Андреенісет. Доля експедиції залишалася загадкою до 1930 року, коли експедиція Братвааг виявила плівки і журнали Андре, а також намет з останками самого Андре і його супутників, які, судячи за все, померли протягом кількох тижнів перебування на острові.
Подальші дослідження дозволили висунути припущення про причини загибелі експедиції Андре, зокрема, трихінельоз, напад білих ведмедів або отруєння чадним газом від гасового примусу, який мандрівники використовували для обігріву щільно закритих наметів.
На честь Саломона Андре північна частина острова Квітоя зветься Земля Андре.